# アンナ・プロハスカ
アンナ・プロハスカ（Anna Prohaska, 1983年 - ）は、ドイツの歌手（ソプラノ）。音楽一家に生まれ、コロラトゥーラタイプのソプラノとして若年から活躍を見せ、バロック音楽から現代音楽まで幅広く手掛けている。

## 来歴
アンナ・プロハスカは1983年、西ドイツ（当時）のバイエルン州ノイ＝ウルムに生まれる。プロハスカ家は音楽一家として知られ、曽祖父はオーストリアの作曲家・音楽教育者・指揮者のカール・プロハスカ、祖父は指揮者のフェリックス・プロハスカであり、父はオペラのディレクターである。母はアイルランド系イギリス人で歌手であり、兄弟のダニエル・プロハスカもテノールという、いわば音楽界のサラブレッドである。
アンナは家族とともに6歳からウィーン、次いでベルリンに移り、エーベハルト・クロークのもとで音楽の勉強を開始する。ハンス・アイスラー音楽大学ベルリンに進学し、ここではノルマ・シャープとブレンダ・ミッヒェルに師事。2002年、19歳のアンナはベルリン・コーミッシェ・オーパーでハリー・クプファー演出によるブリテン『ねじの回転』のフローラでデビューを飾る。このデビュー公演は評価され、ウィリー・デッカー演出のブリテン『アルバート・ヘリング』への出演のほか、ベルリン国立歌劇場に呼ばれてダニエル・バレンボイム指揮によるビゼー『カルメン』でフラスキータを歌うなど、早くから頭角を現した。2003年にはエクサン・プロヴァンス音楽祭内でのアカデミーのメンバーに選出され、2005年に現代音楽の創造と演奏のためのハンス・アイスラー賞、2006年にカールスルーエ国際ヘンデルアカデミーのメンバー、2008年にダフネ賞をそれぞれ受賞した。
2006年から2007年のシーズンより、アンナはベルリン国立歌劇場所属歌手となる。所属となってから初めてのベルリンのシーズンでは、バレンボイム、フィリップ・ジョルダン、インゴ・メッツマッハーの指揮によるモーツァルト『後宮からの誘拐』のブロンデ、『コジ・ファン・トゥッテ』のデスピーナ、ヴェルディ『仮面舞踏会』のオスカル、ヘンデル『アグリッピナ』のポッペアなどを演じた。2008年からはザルツブルク音楽祭に出演し、フランツ・ヴェルザー＝メスト指揮によるドヴォルザーク『ルザルカ』（2008年）、ルイジ・ノーノ『愛に満ちた偉大な太陽に向かって』（2009年）の公演に出演したほか、2010年にモーツァルト『ドン・ジョヴァンニ』のツェルリーナ、2011年に『コジ』のデスピーナを歌った。ツェルリーナについてはスカラ座の2011年から2012年のシーズン幕開け公演でもバレンボイムの指揮で歌い、ペーテル・マッテイやブリン・ターフェル、アンナ・ネトレプコら名だたる先輩歌手と共演した。
オペラ以外、コンサートの分野ではバレンボイムをはじめピエール・ブーレーズ、ニコラウス・アーノンクール、クラウディオ・アバド、マリス・ヤンソンス、サイモン・ラトルなどといった大物指揮者や、ベルリン・フィルハーモニー管弦楽団やウィーン・フィルハーモニー管弦楽団、バイエルン放送交響楽団などのメジャー・オーケストラとの共演を重ね、2010年にはベネズエラとルツェルン音楽祭において、アバドに帯同する形でシモン・ボリバル・ユース・オーケストラ・オブ・ベネズエラと共演した。リートの分野においてもピアニストのヴォルフラム・リーガーとリサイタルを開いたのを手始めに、ブレゲンツ音楽祭やモーツァルテウム大ホールなどでのリサイタルを重ねている。2011年1月からは、ドイツ・グラモフォンと独占録音契約を締結した。2013年8月25日には、ザルツブルク音楽祭に初出演するシャルル・デュトワ指揮NHK交響楽団の公演に出演し、細川俊夫の新作「ソプラノとオーケストラのための「嘆き」」を創唱する予定である。その他、2013年のシーズンにはベートーヴェン『フィデリオ』のマルセリーネをアーノンクールの指揮で、リヒャルト・シュトラウス『ばらの騎士』のゾフィーをラトルの指揮で歌う予定も組まれている。
アンナはヘヴィメタルの愛好家であり、アンナ曰く「ヘヴィメタルはオペラや交響曲と非常に似通ったもので、多くのメタルバンドは、遠く離れた感のあるテクノポップやエレクトロ・ポップよりかは古典的なオーケストラに似通っている」とのことで、ディム・ボルギルやアインシュテュルツェンデ・ノイバウテン、キャレキシコのファンであることを公言している。また、アフロ・ケルト・サウンド・システムに代表される民族音楽を現代的に融合させる音楽グループも好み、ケルト音楽のハーピストであるアラン・スティヴィルが伝統的なケルト音楽の流儀でアレンジしているヘンデルの作品も好きな曲の一つだと語っている。

## 主なディスコグラフィ・フィルモグラフィ
- ドヴォルザーク『ルサルカ』（第1の木の精霊）：ピョートル・ベチャワ、カミラ・ニュルンド、エミリー・マギー：ヴェルザー＝メスト指揮クリーブランド管弦楽団：2008年ザルツブルク音楽祭：Orfeo - Orfeo d'Or - Salzburger Festspieldokumente - C792113D（CD）[7]
- ベルク『ルル組曲』：ブーレーズ指揮ウィーン・フィル：2011年ザルツブルク音楽祭：DG - Salzburger Festspieldokumente -0289  4779891（CD）[8][9]/C Major - Salzburger Festspieldokumente - 710908（DVD）[10]/C Major - Salzburger Festspieldokumente - 711004（Blu-ray）[11]
- ベルク『ルル組曲』：アバド指揮シモン・ボリバル・ユース・オーケストラ：2010年ルツェルン音楽祭（イースター）：Accentus Music: ACC20101（DVD）[12]/Accentus Music: ACC10204（Blu-ray）[13]
- 『Frohe Weihnachten!』（ドイツ・クリスマス・ソングス）：アルブレヒト・マイヤー（オーボエ）、ダニエル・ホープ（ヴァイオリン）：DG: 4779847（CD）[14]
- 『Enchanted Forest』（バロック・アリア集）：ジョナサン・コーエン（ピアノ）：DG Archiv: 0289 4790077（CD）[15][16]